# 帕爾加斯

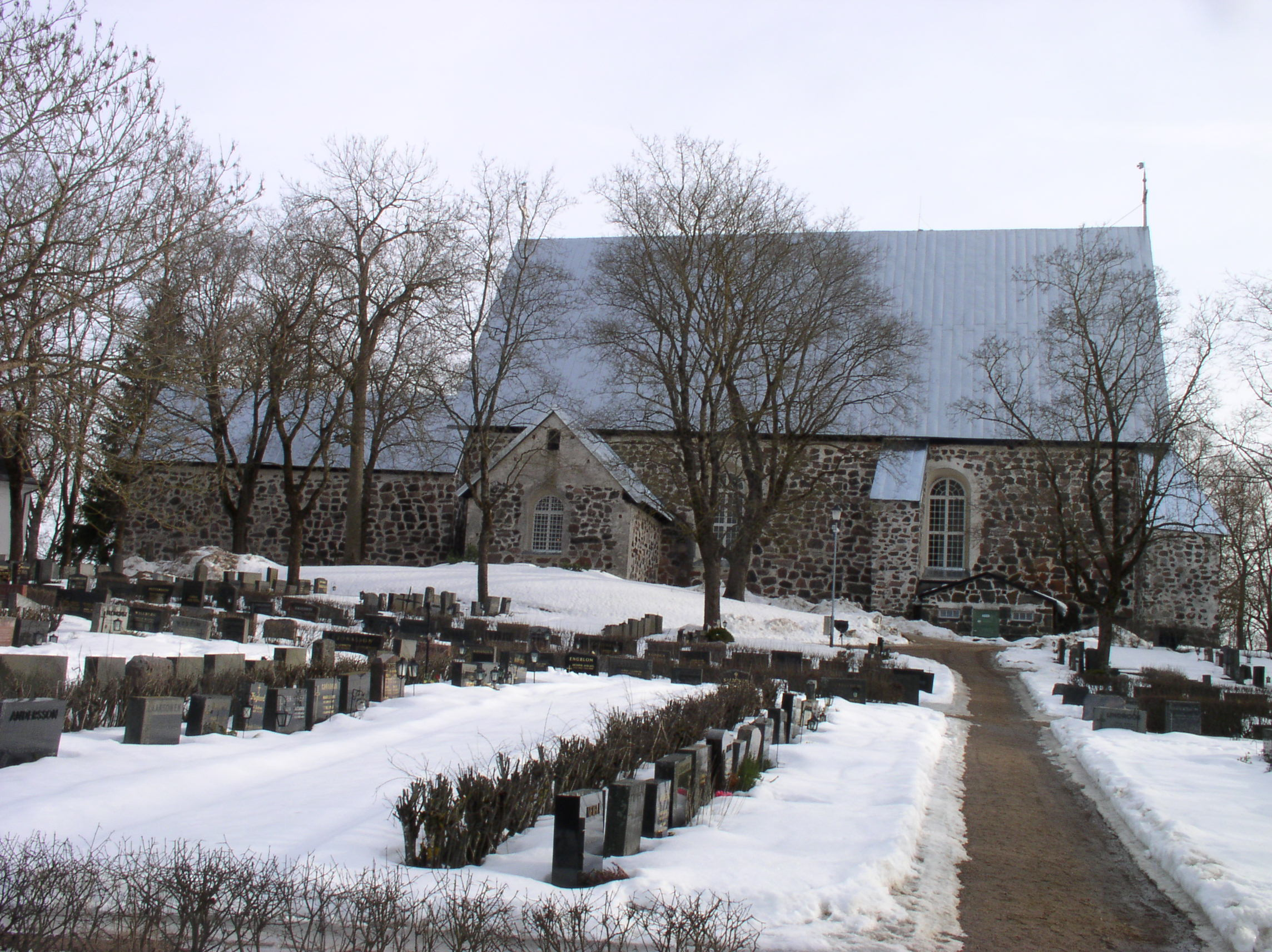
帕爾加斯教堂

帕爾加斯（瑞典語：Pargas）是芬蘭的市鎮，位於該國南部群島海沿岸，由西南芬蘭區負責管轄，面積5,548.25平方公里，2012年人口15,511人，其中57.6%居民的母語是瑞典語。

## 外部連結
- 帕爾加斯市官方网站 （页面存档备份，存于） （瑞典文） （文） （英文）